# 国立波方海上技術短期大学校
国立波方海上技術短期大学校（こくりつなみかたかいじょうぎじゅつたんきだいがっこう）は、愛媛県今治市にある船員養成のための施設。独立行政法人海技教育機構所管。

## 概要
- 所在地　愛媛県今治市波方町波方甲1634-1
- 航海士、機関士などの内航船員を育成し、海運会社に多くの人材を送り込んでいる。

## 学科
- 海技士教育科海技課程 専修科（2年制）

## 沿革
- 1968年（昭和43年）- 栗島海員学校波方分校として設置。
- 1974年（昭和49年）- 粟島海員学校から独立し、波方海員学校に改称。
- 1977年（昭和52年）- 中卒入学資格の本科を廃止。高卒1年制の専科（航海科、機関科）を設置。
- 1986年（昭和61年）- 専科を専修科に改める。
- 1992年（昭和4年）- 専修科を高卒2年制に改める。
- 2001年（平成13年）
  - 1月 - 中央省庁の再編により所管が国土交通省に移される。
  - 4月 - 独立行政法人海員学校に所管を移し、学校名を波方海上技術短期大学校に改称。
- 2006年（平成18年）- 独立行政法人海員学校と独立行政法人海技大学校の統合により独立行政法人海技教育機構の所管となる。

## アクセス
- せとうちバス「玉生八幡神社前」停留所で下車して徒歩で約5分。
- JR波止浜駅から車で約5分。

## 周辺情報
- 波方港
- 波方保育所
- 伊予銀行ATMコーナー

## 日本の海上技術系学校
- 海上技術学校（中学校卒業者対象）
  - 国立館山海上技術学校（千葉県館山市）
  - 国立唐津海上技術学校（佐賀県唐津市）
  - 国立口之津海上技術学校（長崎県南島原市）
- 海上技術短期大学校（高等学校卒業者対象）
  - 国立小樽海上技術短期大学校（北海道小樽市）
  - 国立宮古海上技術短期大学校（岩手県宮古市）
  - 国立清水海上技術短期大学校（静岡県静岡市清水区）
  - 国立波方海上技術短期大学校（愛媛県今治市）